# نظرية محاكاة الأصوات الطبيعية

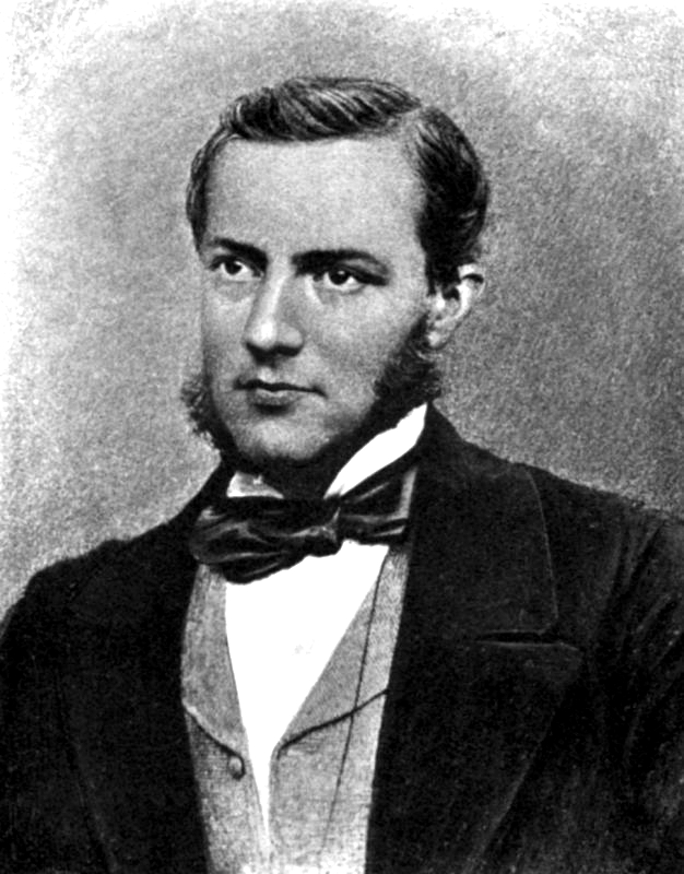

نظرية محاكاة الأصوات الطبيعية (بالإنجليزية: Bow-wow theory)، تشير نظرية محاكاة الأصوات الطبيعية إلى نظريات أسسها العديد من العلماء مثل جان جاك روسو ويوهان غوتفريد هيردر عن أصل اللغة البشرية.
وتشير النظرية إلى أن أول اللغات البشرية تطورت عن طريق المحاكاة الصوتية وتقليد الأصوات الطبيعية. وقد صاغ العالم اللغوي ماكس مولر مسمى نظرية : "bow-wow theory" والتي كان ينتقدها. كما فقدت هذه النظرية مصداقيتها إلى حد كبير باعتبارها أصلا للغة، على الرغم من أن بعض النظريات المعاصرة تشير إلى أن قدرات التقليد العامة قد تلعب دورا هاما في تطور اللغة.